# 德浚野丁香
德浚野丁香（学名：Leptodermis yui）为茜草科野丁香属下的一个种。

## 扩展阅读
維基物種上的相關：德浚野丁香